# Ascarophis mullus
Ascarophis mullus is een rondwormensoort uit de familie van de Cystidicolidae. De wetenschappelijke naam van de soort is voor het eerst geldig gepubliceerd in 1968 door Naidenova & Nikolaeva.